# Alberto I de Brandemburgo
Alberto de Ballenstedt (em alemão: Albrecht I. von Brandenburg; Ballenstedt, 1100 – Stendal, 18 de novembro de 1170), cognominado o Urso foi conde de Ballenstedt e o primeiro marquês de Brandemburgo de 1157 até sua morte. Por um breve período, foi também duque da Saxônia entre 1138 e 1142.

## Biografia
Alberto era filho de Oto (ou Otão), conde de Ballenstedt, e de Eilica, filha de Magno I da Saxônia. Herdou territórios valiosos no norte da Saxônia à morte de seu pai, em 1123, e, com a morte de sua mãe, em 1142, sucedeu em metade das terras dos Bilungos. Era um vassalo leal do duque Lotário I da Saxônia, de quem recebeu, por volta de 1123, a Marca da Lusácia, a leste; quando Lotário se tornou rei da Germânia, Alberto o acompanhou numa expedição desastrosa à Boêmia, em 1126, quando passou um breve período encarcerado.
As intrigas de Alberto na Saxônia derivavam de seu desejo de expandir sua herança ali. Após a morte de seu cunhado, Henrique II, marquês de uma pequena área perto do Elba chamada Marca do Norte, Alberto se desapontou em não receber este feudo, atacando Udo, o herdeiro, e, consequentemente, Lotário privou-o da Marca da Lusácia. Apesar disso, em 1132, ele foi à Itália no comboio do rei, e seus serviços foram recompensados, dois anos depois, com a investidura da Marca do Norte, que estava novamente sem governante.
Uma vez que estava firmemente estabelecido na Marca do Norte, Alberto voltou sua cobiça para as terras raramente povoadas a norte e a leste. Ele passou três anos ocupado em campanhas contra os vendos eslavos, o que, visto que eram pagãos, era considerado uma guerra justa, e cuja conversão ao cristianismo era a proposta da Cruzada Venda de 1147, da qual Alberto tomou parte; medidas diplomáticas foram mais bem sucedidas e, através de um acordo feito com o último príncipe vendo de Brandemburgo, Pribislau dos hevélios, que foi padrinho de batismo de seu filho Otão, Alberto assegurou este distrito quando o príncipe morreu, em 1150. Tomando o título de marquês de Brandemburgo, Alberto pressionou a guerra contra os vendos, estendeu a área de sua marca, encorajou a migração germana, criou bispados sob sua proteção, e assim criou a Marca de Brandemburgo, cujos herdeiros - A Casa de Ascânia - dominaram até o fim de sua linhagem, no século XIV.
Em 1137, Conrado III, o rei germano de Hohenstaufen, privou Henrique, o Orgulhoso, do Ducado da Saxônia, o qual foi dado a Alberto, se ele pudesse conquistá-lo. Depois de ter sucesso nos seus primeiros esforços de posse, Alberto foi expulso da Saxônia e de sua marca por Henrique e foi obrigado a se refugiar no sul da Germânia. Ao fazerem as pazes, em 1142, Alberto renunciou ao Ducado da Saxônia e recebeu os Condados de Weimar e de Orlamünde. Foi provavelmente nessa época que Alberto foi feito camareiro-mor do Império, cargo que deu aos marqueses de Brandemburgo os direitos de príncipe-eleitor posteriormente.
Uma contenda com Henrique, o Leão, em 1158, foi interrompida por uma peregrinação à Terra Santa. Em 1162, Alberto acompanhou o imperador Frederico Barba-Ruiva à Itália, onde se distinguiu no assalto a Milão.
Em 1164, ele se uniu a uma liga de príncipes contra Henrique, o Leão, com quem fez as pazes em 1169. Alberto faleceu no ano seguinte, dividindo suas posses entre seus seis filhos homens.

### Família e descendentes
Alberto casou-se, por volta de 1125, com Sofia de Winzemburgo, filha de Hermano I, conde Windberg, Rastelberg e Edviges da Estíria, com quem teve treze filhos:
1. Otão I ou Oto (c. 1126 - 7 de março de 1184), marquês de Brandemburgo;
2. Edviges (c.1128 - março de 1203), casada com Oto de Meissen;
3. Hermano (- 16 de outubro de 1176), conde de Orlamünde;
4. uma filha, casada com Ladislau da Boêmia, filho de Sobeslau Udalrico I, duque da Boêmia;
5. Sigefredo (-1184), bispo de Brandemburgo de 1173-1180, príncipe-arcebispo de Bremen de 1180-1184;
6. Gertrudes, casada Dipoldo, duque da Morávia;
7. Henrique (- 1185), cônego na Igreja de São Sebastião em Magdeburgo, proboste em 1171 e 1176;
8. Sibila, abadessa de Quedlimburgo após 1160;
9. Adalberto (- após 6 de dezembro de 1172), conde de Ballenstedt;
10. Adelaide (- antes de 2 de janeiro de 1162), freira em Lamspringe;
11. Teodorico (- depois de 5 de setembro de 1183), conde de Werben;
12. Bernardo III (1140 - 9 de fevereiro de 1112), duque da Saxônia;
13. Eilika.